# 奧特克里克鎮區 (愛荷華州克勞福德縣)
奧特克里克鎮區（英語：Otter Creek Township）是位於美國愛荷華州克勞福德縣的一個行政鎮區。

## 地方資料
根據2010年美國人口普查的數據，奧特克里克鎮區的面積為91.89平方千米，當中陸地面積為91.82平方千米，而水域面積為0.07平方千米。當地共有人口1359人，而人口密度為每平方千米14.79人。